# ADO Den Haag (női csapat)
Az ADO Den Haag egy holland sportegyesület, amelynek van női labdarúgó szakosztálya is, amely a holland női első osztályban szerepel.

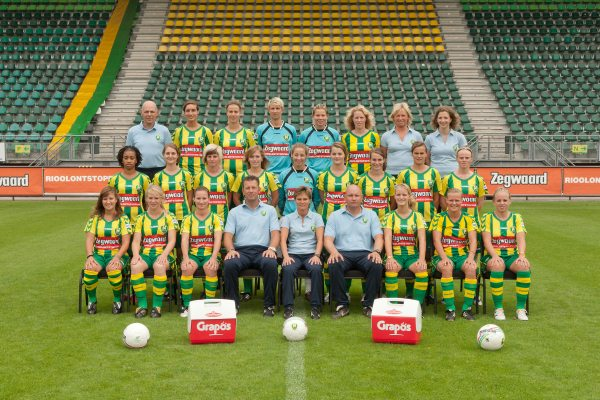
A 2010–11-es bajnoki ezüstérmes keret

## Klubtörténet
2007-ben hozták létre a női szakosztályt a klubnál. A 2008–09-es szezontól a 2010–11-es szezonig a bajnokság 2. helyén végeztek a   
holland női első osztályban. 2011–12-es szezonban bajnoki címet ünnepelhetett a klub, valamint a kupát is megnyerték. 2012 és 2015 között a BeNe ligában szerepeltek, itt egy holland kupát sikerült nyerniük. 2015–16-os szezonban már újból holland első osztályban szerepeltek és a klub történelmében harmadszor is megnyerték a kupát.

## Sikerek
- Eredivisie (1): 2011–12
- KNVB Beker (3): 2011–12, 2012–13, 2015–16

## Nemzetközi kupaszereplések
| Szezon  | Bajnokság                | Forduló         | Csapat          | Otthon | Idegenben | Össz. |
| ------- | ------------------------ | --------------- | --------------- | ------ | --------- | ----- |
| 2007–08 | Női UEFA-kupa            | Selejtező       | KÍ Klaksvík     |        |           | 1–1   |
| 2007–08 | Női UEFA-kupa            | Selejtező       | FC Honka Espoo  |        |           | 1–0   |
| 2007–08 | Női UEFA-kupa            | Selejtező       | Valur Reykjavík |        |           | 1–5   |
| 2012–13 | UEFA Női Bajnokok Ligája | Tizenhatoddöntő | Rosszijanka     | 1–4    | 2–1       | 3–5   |

## Játékoskeret
2020. július 2-től
| #  |     | Poszt | Név                    |
| -- | --- | ----- | ---------------------- |
| 1  | NED | K     | Barbara Lorsheijd      |
| 16 | NED | K     | Isa Grimmius           |
| 2  | NED | V     | Bo Vonk                |
| 3  | NED | V     | Daniëlle Noordermeer   |
| 4  | NED | V     | Cato Pijnacker Hordijk |
| 5  | NED | V     | Kayra Nelemans         |
| 6  | NED | V     | Pleun Raaijmakers      |
| 20 | NED | V     | Jet van Mierlo         |
| 21 | NED | V     | June Burgers           |
| 7  | NED | KP    | Manon van Raay         |

| #  |     | Poszt | Név                        |
| -- | --- | ----- | -------------------------- |
| 8  | NED | KP    | Cheyenne van den Goorbergh |
| 10 | NED | KP    | Louise van Oosten          |
| 14 | NED | KP    | Iris Remmers               |
| 18 | NED | KP    | Lauren Glotzbach           |
| 23 | NED | KP    | Quinty Dupon               |
| 11 | NED | CS    | Gina Viehoff               |
| 15 | NED | CS    | Jill van den Ende          |
| 19 | NED | CS    | Victoria Boerboom          |
| 24 | NED | CS    | Anne van Egmond            |
| 35 | NED | CS    | Floortje Bol               |

## Korábbi híres játékosok
| - Eshly Bakker - Lineth Beerensteyn - Mandy van den Berg - Marjolijn van den Bighelaar - Dyanne Bito - Annouk Boshuizen - Sheila van den Bulk - Jeanine van Dalen - Kim Dolstra - Merel van Dongen - Wiëlle Douma - Petra Dugardein | - Nangila van Eyck - Chasity Grant - Lisanne Grimberg - Nikki Ijzerman - Renate Jansen - Karin Legemate - Lobke Loonen - Tessel Middag - Sylvia Nooij - Nadine Noordam - Marisa Olislagers - Tessa Oudejans | - Victoria Pelova - Jaimy Ravensbergen - Lucienne Reichardt - Leonne Stentler - Amber Verspaget - Jennifer Vreugdenhil - Kirsten van de Westeringh - Taylor Ziemer - Vanessa Susanna - Brittany Persaud - Teresa Noyola - Jolina Amani |

## Külső hivatkozások
- Hivatalos honlap
- Soccerway profil